# 連恩·佩恩
連恩·詹姆斯·佩恩（英語：Liam James Payne；1993年8月29日—2024年10月16日），英國男歌手、詞曲作家，以男子團體1世代成員身分聞名。

## 早年生活
佩恩出生於英格蘭西密德蘭伍爾弗漢普頓。他是托兒所護士凱倫（Karen）和鉗工傑夫·佩恩（Geoff Payne）的兒子。他有兩個姊姊妮可拉（Nicola）和魯絲（Ruth）。

## 歌唱事業
佩恩在14歲的時候參加了2008年的《X音素》第五季比賽，在182000名選手中脫穎而出，成為男生組TOP24，並且飛往Barbados進行評審之家環節的比賽。西蒙·高維爾淘汰了他並建議他先完成學業，再進行音樂事業。佩恩接受了這個建議，並且進入了City of Wolverhampton College學習音樂工藝。2010年，16岁的佩恩重返《X音素》第七季，被选中加入1世代。

### 《LP1》
2019年12月6日，LP1通過国会唱片發行，作為連恩·佩恩從一世代休團以來出的首張個人專輯。該專輯以嘻哈音樂和R＆B風格為主，受到了Usher和賈斯汀·提姆布萊克的影響。

## 個人生活
2010年至2012年末，佩恩与《X音素》舞者丹妮尔·皮泽（Danielle Peazer）交往。2013年至2015年间，他与童年好友索菲亚·史密斯（Sophia Smith）恋爱。2016年，佩恩开始与谢丽尔交往。2017年3月22日，两人的儿子Bear Grey Payne出生。2018年，与谢丽尔分手。2019年初，他与娜奥米·坎贝尔约会。2019年起，佩恩与美国模特玛雅·亨利（Maya Henry）交往，并于2020年8月订婚。2021年6月，二人分手，但同年复合并再次订婚。2022年5月，两人二次取消订婚 。从2022年10月至2024年10月16日去世前，佩恩与网红凯特·卡西迪（Kate Cassidy）交往。
截至2020年，佩恩的净资产估计为4700万英镑 。

## 逝世
2024年10月16日，佩恩从位於阿根廷布宜諾斯艾利斯的卡萨苏尔巴勒莫酒店（英文：CasaSur Palermo Hotel）三樓阳台墜樓身亡，享年31歲。阿根廷警方在佩恩於該酒店入住的房間內發現酒精和藥物。

## 作品列表
录音室专辑
- 《LP1（英语：LP1 (Liam Payne album)）》（2019）

## 外部連結
- 官方网站
- 連恩·佩恩的X（前Twitter）